# Яценко Олександр Іванович (боксер)
Яценко Олександр Іванович (нар. 20 вересня 1979, Севастополь, Українська РСР) — колишній український боксер, учасник Олімпійських ігор 2000.

## Біографія
Займався боксом у СДЮШОР м. Севастополь.
Ставав переможцем чемпіонату світу серед юніорів і чемпіонату Європи серед юніорів, чемпіоном Кубка Європи, дворазовим чемпіоном України.
На Олімпіаді 2000 виступав у складі збірної України з боксу у важкій вазі і програв у 1/8 узбецькому боксеру Руслану Чагаєву — 2-15.
17 червня 2005 року з поразки дебютував на професійному рингу. Загалом провів 7 боїв, усі програв.
У двохтисячних роках мав проблеми з законом, був засуджений за крадіжки і шахрайство, а також притягувався до адміністративної відповідальності через наркозалежність.
Отримав російське громадянство[джерело?].